# AS Amical Douane
El AS Amical Douane es un equipo de fútbol de Mauritania que juega en la Segunda Liga de Mauritania, tercera categoría de fútbol en el país.

## Historia
Fue fundado en el año 1980 en la capital Nuakchot y durante la década de los años 1980s y los inicios de los años 1990s formó parte de la Liga mauritana de fútbol, aunque no salió campeón llegó a ganar la  Copa mauritana de fútbol en dos ocasiones.
A nivel internacional han participado en dos torneos continentales, en los cuales nunca han superado la ronda preliminar.

## Palmarés
- Copa mauritana de fútbol: 2

1987, 1991

## Participación en competiciones de la CAF
| Temporada | Torneo                   | Ronda      | Club               | Casa | Visita | Global |
| --------- | ------------------------ | ---------- | ------------------ | ---- | ------ | ------ |
| 1988      | African Cup Winners’ Cu  | Preliminar | Wallidan FC        | -    | w.o.   | 0-3    |
| 1992      | African Cup Winners’ Cup | Preliminar | Ports Authority FC | 1-0  | 0-3    | 1-4    |